# Phil Fondacaro
Phil Fondacaro, född 8 november 1958 i New Orleans i Louisiana, är en amerikansk skådespelare och stuntman. Han är 106 cm lång och har medverkat i ett antal fantasyfilmer.